# Louis Dicaire

Bischofswappen von Louis Dicaire

Louis Dicaire (* 29. August 1946 in Montréal; † 19. Juli 2020  ebenda) war ein kanadischer römisch-katholischer Geistlicher und Weihbischof in Saint-Jean-Longueuil.

## Leben
Louis Dicaire studierte am Collège Grasset, am Collège Saint-Jean-Vianney und am Grand Séminaire de Montréal sowie an der Université de Sherbrooke. An der Päpstlichen Universität Gregoriana absolvierte er ein dogmatisches Studium und am Päpstlichen Athenaeum Sant’Anselmo ein kanonisches Studium. Er empfing am 20. Januar 1974 das Sakrament der Priesterweihe für das Erzbistum Montréal. Er war zunächst in der Seelsorge tätig. 1977 wurde er Diözesankaplan der Pfadfinder in Montréal und 1979 zum Vizepastor in vier Pfarreien ernannt. 1985 wurde er zum stellvertretenden Direktor des liturgischen Seelsorgedienstes des Erzbistums Montréal und zum Vikar in Saint-Léon de Westmount in Westmount ernannt. Von 1990 bis 1996 war er Sekretär von Jean-Claude Turcotte, Erzbischof von Montreal, und anschließend Bischofsvikar der östlichen Pastoralregion des Erzbistums Montreal.
Am 18. Februar 1999 ernannte ihn Papst Johannes Paul II. zum Titularbischof von Thizica und zum Weihbischof in Montréal. Der Erzbischof von Montréal, Jean-Claude Kardinal Turcotte, spendete ihm am 25. März desselben Jahres in der Basilika Marie-Reine-du-Monde de Montréal die Bischofsweihe; Mitkonsekratoren waren die Weihbischöfe in Montréal, André Rivest und Jude Saint-Antoine. 2001 übernahm er das Amt des Generalvikars für ein Jahr. Zudem war er Rektor der Besilika Marie-Reine-du-Monde de Montréal. Am 19. Juni 2004 bestellte ihn Papst Johannes Paul II. zum Weihbischof in Saint-Jean-Longueuil.
Er war von 2011 bis 2015 Großprior der Statthalterei Kanada-Montreal des Ritterordens vom Heiligen Grab zu Jerusalem.
Louis Dicaire starb mit 73 Jahren im Hospital Santa Cabrini in Montréal.